# كريس وايت (ملحن)
كريس وايت (بالإنجليزية: Chris White)‏ هو منتج أسطوانات وملحن أمريكي، ولد في 6 يوليو 1936 في نيويورك في الولايات المتحدة، وتوفي في 2 نوفمبر 2014.

## وصلات خارجية
- الموقع الرسمي
- كريس وايت على موقع ميوزك برينز (الإنجليزية)
- كريس وايت على موقع ديسكوغز (الإنجليزية)